# Talbot

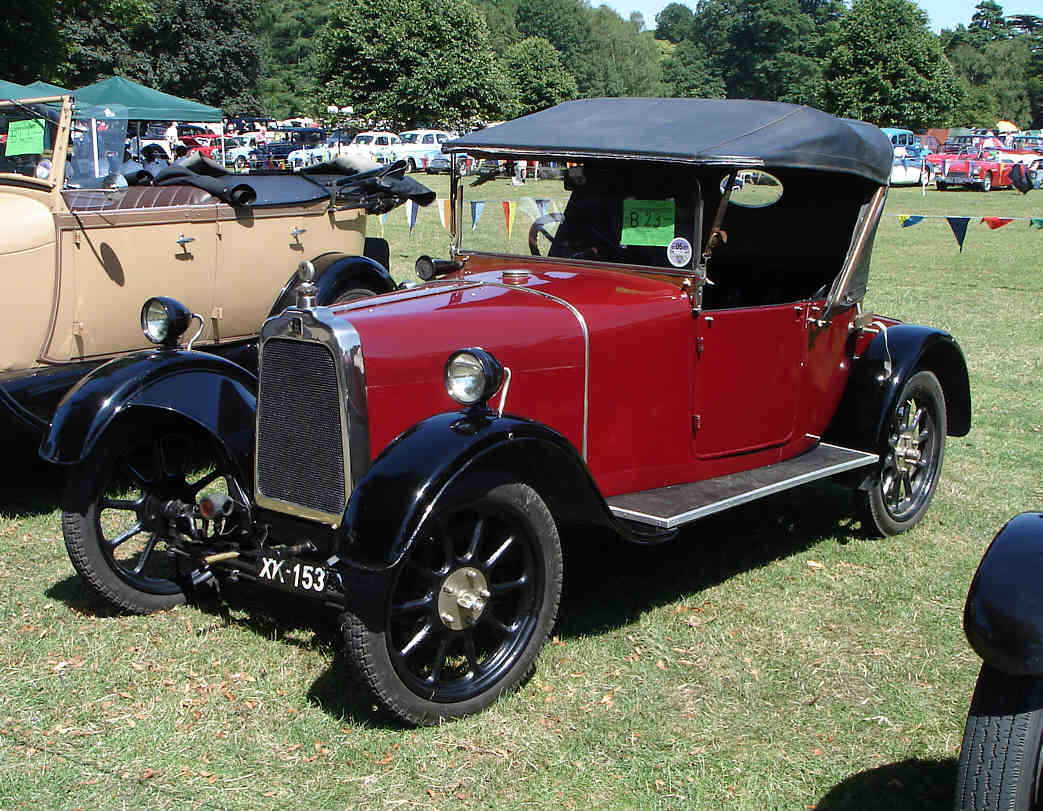
Un Talbot 8-18 de 1923

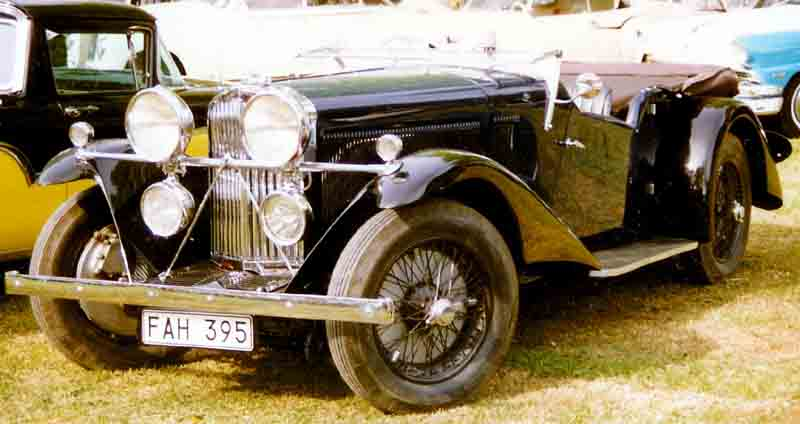
Talbot 105 de 1933

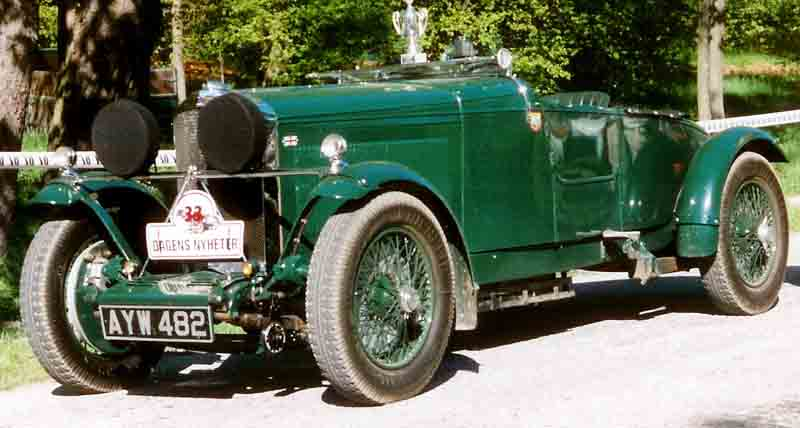
Talbot 105 de 1934

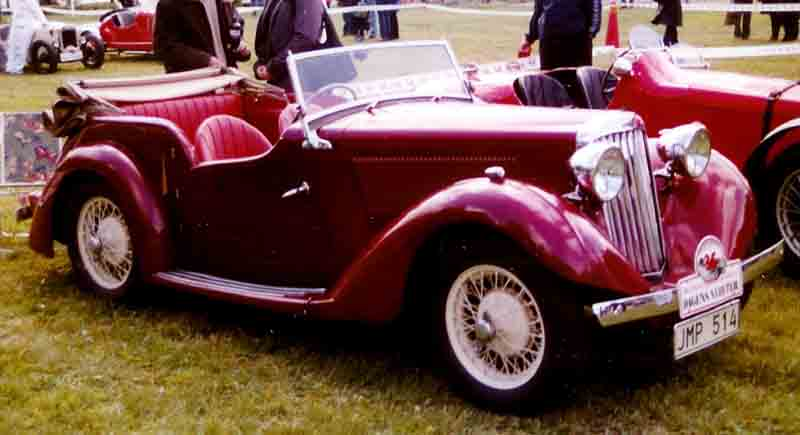
Talbot Ten Tourer de 1936

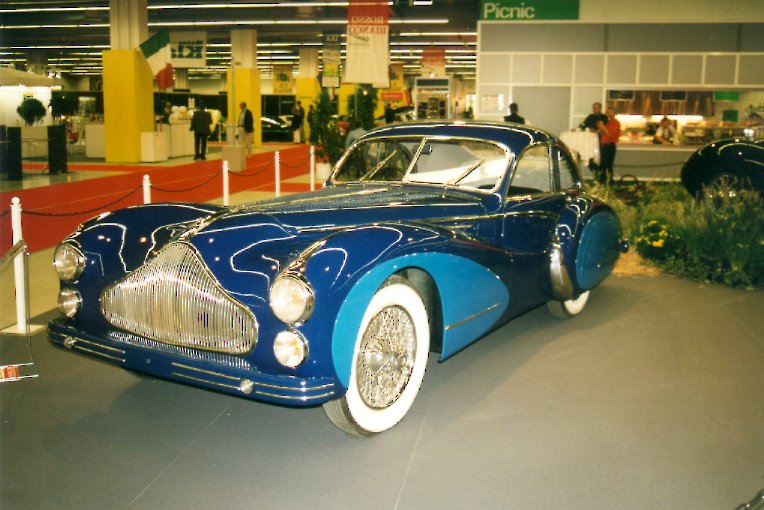
Talbot T150

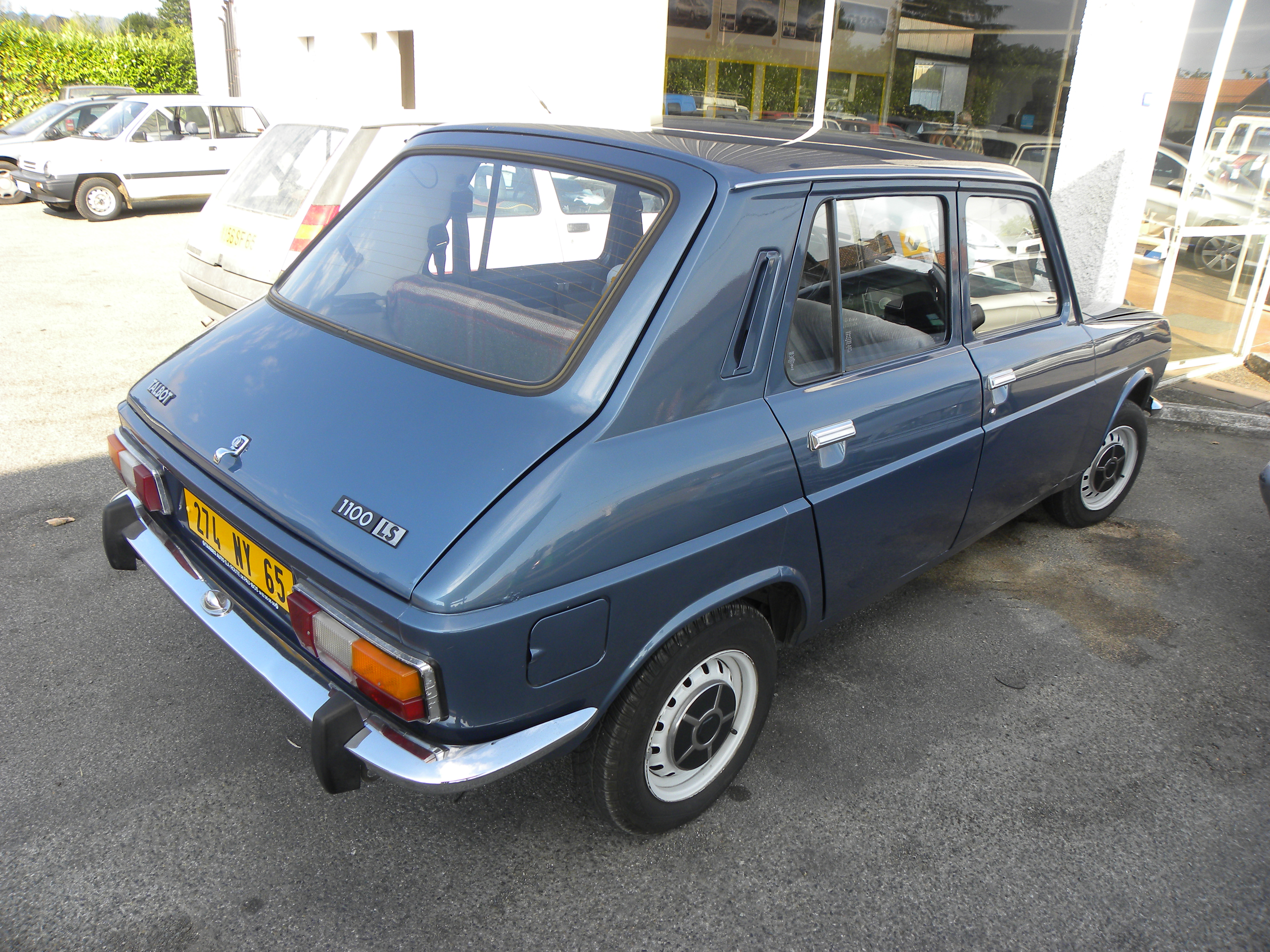
Talbot 1100

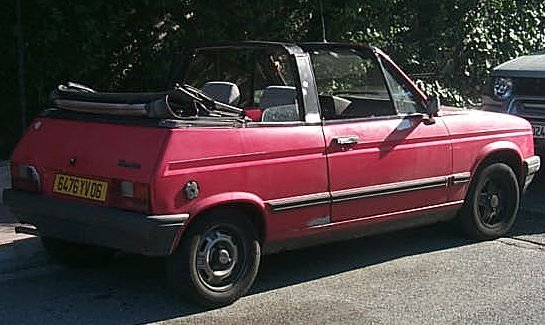
Talbot Samba

Talbot fue una marca de automóviles francesa de ascendencia inglesa. Su historia es una de las más complejas de la industria.

## Creación de la empresa inglesa Talbot
Talbot fue originalmente la marca inglesa usada para vender coches franceses Clément-Bayard importados. Fundado en 1903, este negocio fue financiado por el Conde de Shrewsbury y Talbot, que prestó su nombre a la firma. Comenzando en 1905, la compañía puso la marca Clément-Talbot a sus coches importados, y más adelante, comenzó a montar automóviles en la nueva fábrica de North Kensington (Londres) a partir de piezas producidas en Francia, vendiéndolos bajo el nombre Talbot. A estos vehículos, desde 1906, les siguieron automóviles diseñados localmente y en 1910 se fabricaban entre 50 y 60 coches al mes. Un Talbot fue el primer coche en cubrir 100 millas (160 kilómetros) en una hora en 1913.

## Fabricación paralela en Gran Bretaña y Francia
Durante la Primera Guerra Mundial, la firma manufacturó ambulancias. Las operaciones francesas y británicas continuaron en procesos separados y paralelos de producción y comercialización hasta 1919, cuando la empresa Darracq (de propietarios británicos y sede en París) adquirió la compañía; los Talbot fabricados por Darracq se vendían como Talbot-Darracq. Al año siguiente, Darracq se reorganizó como parte del grupo de empresas Sunbeam-Talbot-Darracq (STD).
En 1916, el suizo Georges Roesch se convirtió en el ingeniero jefe, y en la primera mitad de la década de 1920, Talbot manufacturó un buen número de modelos que se vendieron bien, como el 14/45 hp, o el Talbot 105, que comenzó a fabricarse en 1926. En la década de 1930, los Talbot diseñados por Roesch gozaron de éxito en las carreras formando parte del equipo Fox & Nicholl, con pilotos como Brian Lewis, Johnny Hindmarsh, y John Cobb (más conocido por sus intentos de establecer récords de velocidad en tierra). También tuvieron éxito en la prueba "Alpine Trial".

## La época Rootes
En 1935 el grupo S.T.D. quebró y el grupo Rootes absorbió Clément-Talbot. Para Rootes, los beneficios eran más importantes que la ingeniería: los modelos existentes se relogotiparon. La fábrica francesa fue comprada por Antonio Lago, que empleó en adelante la marca Talbot-Lago. 
En Gran Bretaña, las marcas Sunbeam y Talbot se combinaron en 1938 para conformar Sunbeam-Talbot. La producción de vehículos Talbot cesó durante la II Guerra Mundial y continuó de nuevo en 1946. La marca Talbot se abandonó en 1955, y la marca Sunbeam continuó bajo la gestión de Rootes (Rapier, Alpine y Tiger) hasta 1967, momento en que fue adquirida por 
Chrysler.

## La época Chrysler
Tras la guerra, solo continuó la marca Talbot-Lago hasta 1960, que había sido comprada en 1958 por Simca.
En 1967, Chrysler tomó el control de Rootes y la fusionó con Simca conformando Chrysler Europe. El nombre Talbot no se empleó en esta época, dado que el logotipo con la estrella de cinco puntas y el nombre de Chrysler fueron reemplazando gradualmente las marcas de Rootes en la década de 1970.

## La época Peugeot
A finales de 1978, Peugeot tomó el control de Chrysler Europe, resucitando el nombre Talbot, que fue empleado para relogotipar los modelos anteriormente nombrados como Simca y Rootes. Chrysler acababa de desarrollar con Simca el nuevo modelo Horizon/Omni, que se fabricó en Finlandia en la factoría de Uusikaupunki, así como en Madrid, España. Otros Talbots basados en Chrysler fueron los Talbot Simca 1200, Talbot 150 (vendido como Alpine en el Reino Unido, y como 1510 en el resto de Europa) y el Talbot Solara.
La adquisición por parte de Peugeot hizo que cesara, en el Reino Unido, la producción del Chrysler Hunter.
Todos los antiguos productos Chrysler matriculados en Gran Bretaña tras el 1 de agosto de 1979 llevaban ya la marca Talbot.
El último vehículo restante de la época del grupo Rootes, el Chrysler (previamente Hillman) Avenger, permaneció en producción como Talbot hasta el final de 1981. También en este año se finalizó la producción del derivado del Avenger Talbot Sunbeam. El modelo de entrada a la gama Talbot a partir de 1982 fue el Talbot Samba, un polivalente de pequeño tamaño basado en el Peugeot 104.
En 1981, Peugeot comenzó a producir el Talbot Tagora, un sedán de líneas rectas y cuatro puertas orientado a ser el rival del Ford Granada. No gozó de gran popularidad en Gran Bretaña ni en Francia, por lo que su producción cesó en 1983.
A finales de 1984, en Gran Bretaña, el modelo Alpine (conocido como Talbot 150 en España) y su derivado Solara se renombraron como Minx y Rapier dependiendo de sus prestaciones en lugar de la forma de la carrocería. Los nombres se tomaron del grupo Rootes, que había producido anteriormente los Hillman Minx y los Sunbeam Rapier. Estos vehículos estuvieron en producción hasta 1986.
A finales de 1985, Peugeot reemplazó el Talbot Horizon con el Peugeot 309. Peugeot había planeado originalmente vender el coche como Talbot Arizona, pero cambió sus planes e inició el proceso de desaparición de la marca Talbot. La producción del Horizon se mantuvo en España y Finlandia hasta 1987.
En 1986 se cesó la producción de todos los turismos, aunque la furgoneta Talbot Express (una ingeniería de logo del Citroën C-25, Peugeot J-5 y Fiat Ducato) se continuó vendiendo hasta 1992, momento en que la marca Talbot desapareció del mercado.

## Vehículos producidos con la marca Talbot
- Talbot 1000, denominado anteriormente Simca 1000.
- Talbot Sunbeam, denominado anteriormente Chrysler Sunbeam.
- Talbot Samba.
- Talbot Avenger, denominado anteriormente Chrysler Avenger.
- Talbot 1200 (en España, 1100 en otros mercados).
- Talbot Horizon, denominado anteriormente en Francia como Simca Horizon.
- Talbot 150 (en España y anteriormente Chrysler 150, Alpine en el Reino Unido, 1307, 1308 o 1309 en el resto de Europa).
- Talbot 180 (denominado anteriormente Chrysler 180)
- Talbot Solara, denominado brevemente en Francia como Simca Solara.
- Talbot Tagora.
- Talbot Express, producto bajo licencia de la primera generación de la furgoneta Peugeot J5, vendido exclusivamente en el Reino Unido.

## Talbot en la Fórmula 1
Talbot tuvo dos breves apariciones en la Fórmula 1. El Talbot-Lago T26 de 4,5 litros y seis cilindros era un vehículo elegible para la competición de Fórmula 1 tras la guerra, y hubo muchos de ellos, tanto en equipos oficiales como privados, en los dos primeros años del campeonato del Mundo de Fórmula 1 (1950 y 1951). Los Talbot fueron 4º y 5º en la carrera inaugural del campeonato del mundo, el Gran Premio de Gran Bretaña de 1950, pilotados por Yves Giraud-Cabantous y Louis Rosier respectivamente. El cambio de regulación de 1952 al límite de dos litros, hizo que Talbot desapareciera como fabricante de Fórmula 1.
Hubo otra breve participación en la Fórmula 1 entre 1981 y 1982, en asociación con el Equipe Ligier empleando su conexión con Matra con el fin de asegurar un motor de esta marca para la escudería. Aunque los vehículos eran conocidos como Ligier-Matra, el equipo empleó la marca y patrocinio de Talbot. Esta asociación duró dos temporadas y tuvo cierto éxito, finalizando Jacques Laffite cuarto en el campeonato de 1981.